# Hans Pulver
Hans Pulver   (Suïssa, 28 de desembre de 1902 - Berna, 6 d'abril de 1977) fou un futbolista suís, que jugava de porter, que va competir durant la dècada de 1920.
El 1924 va prendre part en els Jocs Olímpics de París, on guanyà la medalla de plata en la competició de futbol. Pel que fa a clubs, defensà els colors del Young Boys (1922-1927). Amb la selecció nacional jugà 28 partits entre 1920 i 1925, en què no marcà cap gol.